# Les Fleurs animées
Les Fleurs animées je francouzský němý film z roku 1906. Režisérem je Gaston Velle (1868–1953). Film trvá zhruba 4 minuty a premiéru měl 13. května 1906.

## Děj
Film zachycuje dvě ženy, jak pijí čaj na čínské terase. Brzy nato je zahlédne muž, který jedné z nich nabídne květinu. Když ji žena odmítne, muž se pomstí tak, že ostatní květiny ve své zahradě vytrhne a pošlape. Když odejde, květiny se promění do podoby žen, které se za špatné zacházení pomstí muži.